# Rovišće
Rovišće är en ort i Kroatien.   Den ligger i länet Bjelovar-Bilogoras län, i den nordöstra delen av landet, 60 km öster om huvudstaden Zagreb. Rovišće ligger 128 meter över havet och antalet invånare är 1 278.
Terrängen runt Rovišće är platt, och sluttar söderut. Runt Rovišće är det ganska glesbefolkat, med 22 invånare per kvadratkilometer. Närmaste större samhälle är Bjelovar, 10,2 km sydost om Rovišće. I omgivningarna runt Rovišće växer i huvudsak lövfällande lövskog.